# Église Saint-Nicaise de Cuis
Pour les articles homonymes, voir Église Saint-Nicaise.
L'église Saint-Nicaise de Cuis est une église catholique située à Cuis en Champagne-Ardenne.

## Historique
Église de l’archidiocèse de Reims, elle était sous le patronage de l’abbé de Hautvillers. Elle est en deux parties très contrastées, la nef et transept roman, l'abside gothique a été bâtie du XVe siècle au XVIIIe siècle.
Les bas-côtés ont été rebâtis en même temps que le portail fin XVIIIe siècle. Les croisillons ont été remaniés au XVe siècle et le clocher, sur la croisée de transept est de 1170. Il est aéré par deux niveaux de fenêtres romanes en plein cintre, celles du haut sont refendues par une colonnette sous le chapiteau et d'un arc de décharge.
Le chœur, qui était par tradition de l'entretien du décimateur, ici l'abbé, a été rebâti avec deux chapelles et une abside de plan carré. Elles sont couronnées de voûtes d'ogives mais les murs sont de construction hétérogène : pierraille, contreforts, pierres meulières, pierres de taille qui laissent une construction fragile qui a travaillé. L'édifice et aussi un pseudo-triforium assez rare.
Parmi son mobilier il est à noter une statue de Marie du XIIIe siècle en bois polychrome et du XVIe siècle un christ en croix et une statue de Denis en calcaire polychrome. Son autel est du XVIIe siècle et une statue de Marie à l'enfant en bois polychrome.
L'édifice fut classé au titre des monuments historiques en 1902.

Extérieur
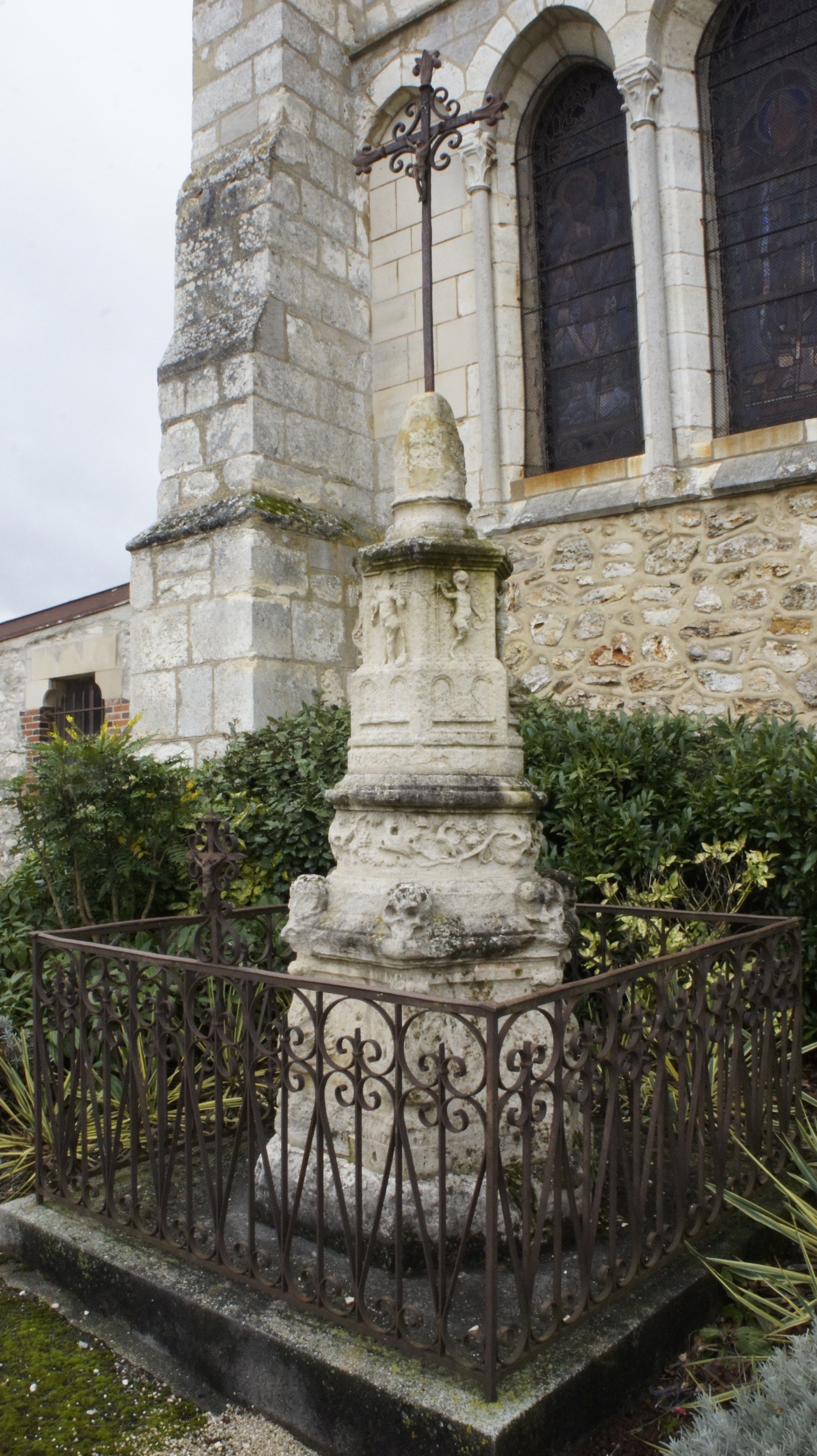
Le calvaire dans le cimetière,
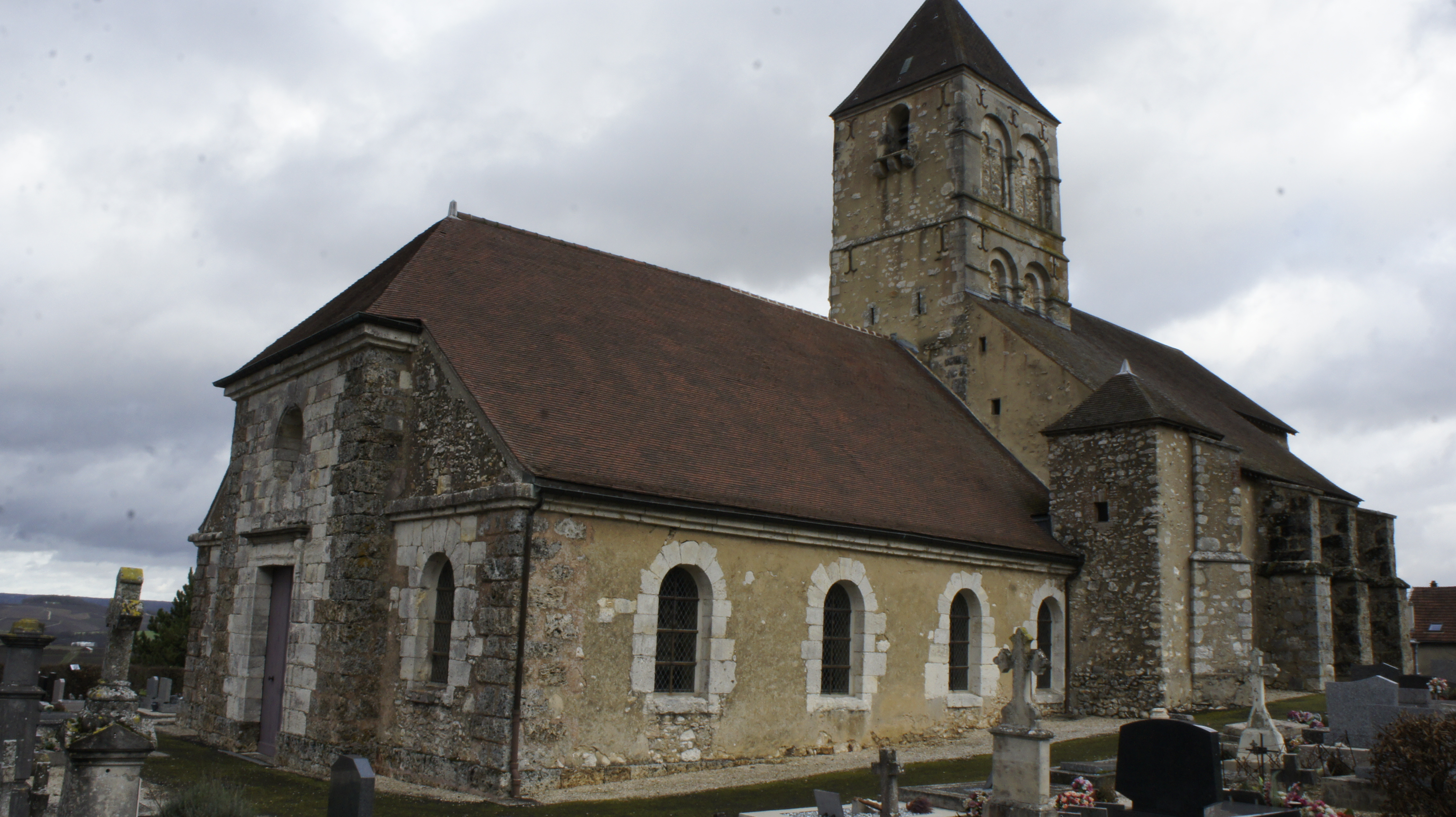
le portail,
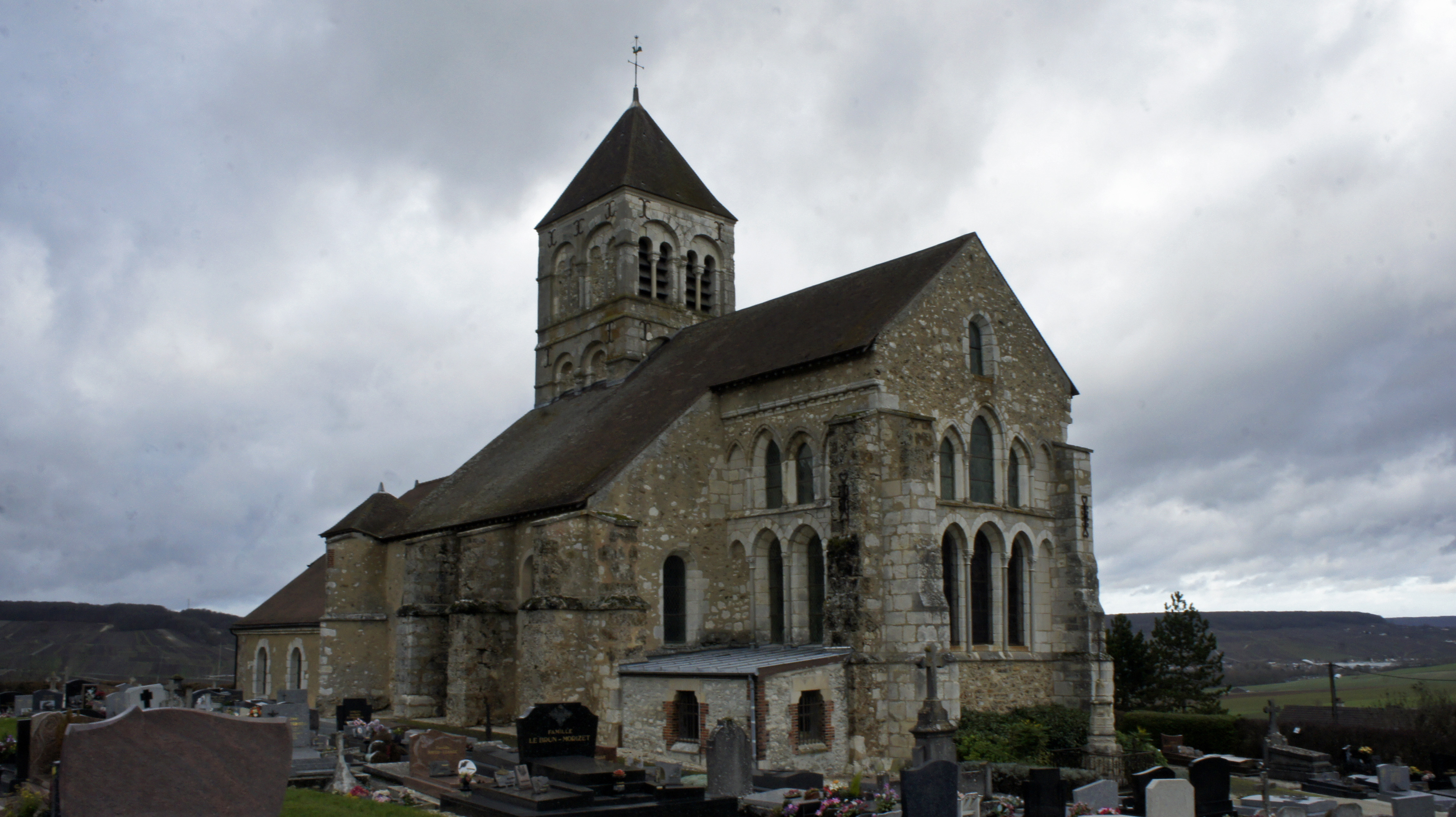
le chevet plat.

## Sources

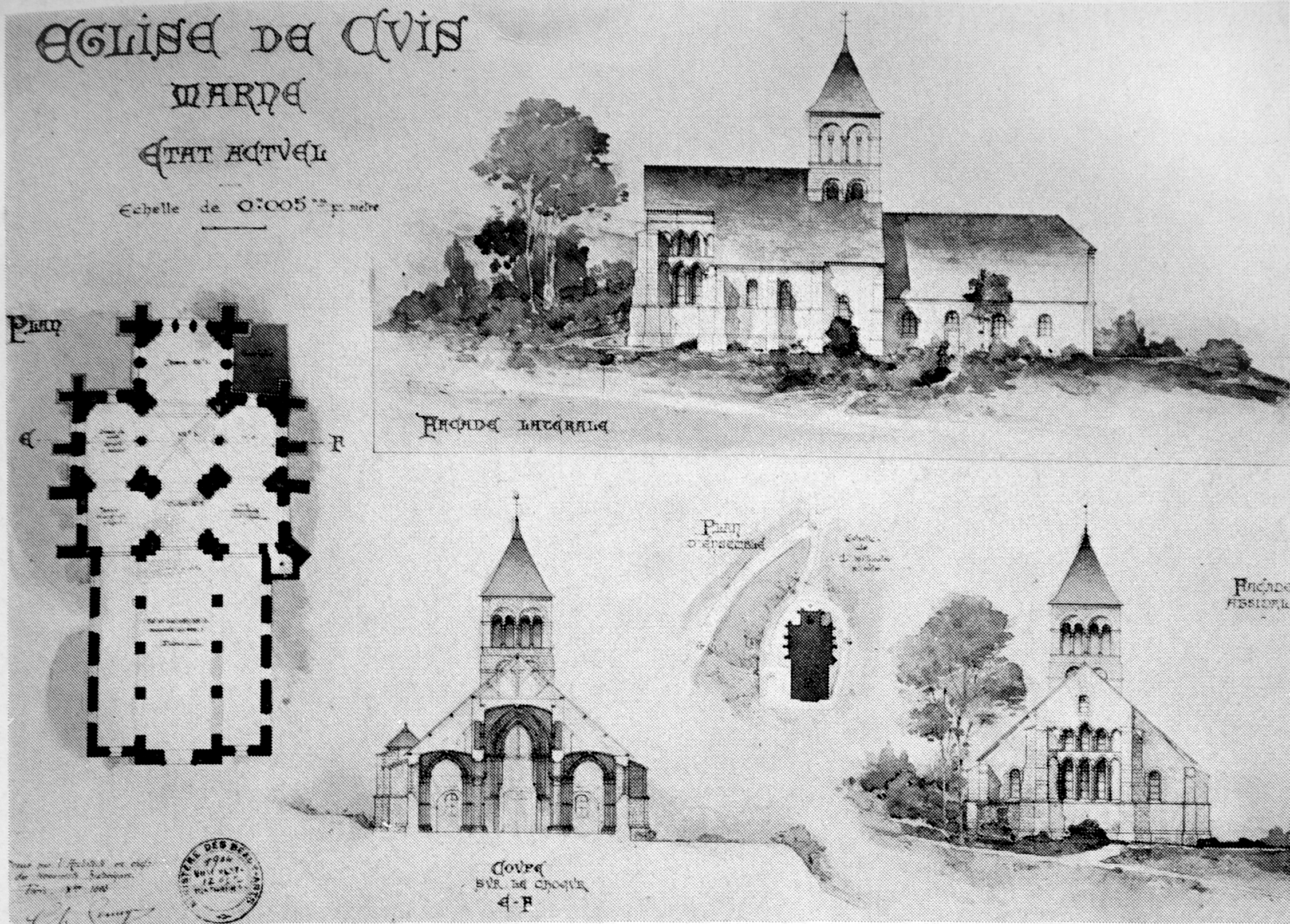
En plan.

- Louis Demaison, L'église de Cuis, in Almanach Matot-Braine, 1928, p. 297-301.
- Maurice Hollande, Sur les routes de Champagne, Reims, 1959.
- Pierre Héliot, « Les églises de Cuis, de Rieux et les passages muraux dans l'architecture gothique de Champagne », dans Mémoires de la Société d'agriculture, commerce, sciences et arts du département de la Marne, tome LXXXII, Châlons, 1967, p. 128-133, 136-143, planche 1 (lire en ligne).